# Pachygrapsus minutus
Pachygrapsus minutus är en kräftdjursart som beskrevs av Alphonse Milne-Edwards 1873. Pachygrapsus minutus ingår i släktet Pachygrapsus och familjen ullhandskrabbor. Inga underarter finns listade i Catalogue of Life.